# のりもの王国ブーブーカンカン
『のりもの王国 ブーブーカンカン』（のりものおうこくブーブーカンカン）は、テレビ東京で1997年4月2日から2000年3月29日まで毎週水曜日の7:30 - 8:00に放送された幼児向け番組である。
番組全体の制作はテレビクリエイションジャパン（tcj）が担当。

## 放送時間
1997年度はテレビ東京のローカル番組として放映開始。1998年1月からキッズステーションで9か月遅れの再放送が開始された。
1998年4月からTXN系列局で時差ネット放送が開始された。地上波ネット放送が開始するとキッズステーションでは新たに放送枠を作り、1998年4月のテレビ東京放送分から最終回まで2～3週間遅れで再放送するようになり、実質的に遅れネットとなった。1997年度の9か月遅れ再放送が1998年末に完了すると先の放送枠は消滅した。

## 番組内容
子供の好きな「のりもの」が続々登場する番組で、2～8分ほどのミニコーナードラマ4～5本を繋ぎ合わせた構成となっている。お姉さん（マホリン/じゅん★P）とキャラクター（ビークル/ももきち）のトークもある。トークコーナーやエンディングで視聴者の幼児から送られたのりもののイラストや、質問やダンスなどホームビデオを流すこともあった。
番組の流れは以下の通り。

### 1997年度
オープニング→トーク→走れ!ビークルくん→のりものの歌（名称不詳）→のりもの図鑑→超特急ヒカリアン→ミニトーク・エンディング
- のりものの歌 - 「のりものロックンロール」などを香瑠鼓の振付でマホリンや子供達が踊る。
- のりもの図鑑 - 乗用車やバス、電車などを紹介する。

### 1998年度
オープニング→トーク→走れ!ビークルくん→のりもの探検（名称不詳）→ミニトーク→超特急ヒカリアン→ミニトーク→エンディングソング
- のりもの探検 - モノレールやケーブルカー、消防車や造船所(ドックヤード)をじゅん★Pがロケで見学や乗車をする。

### 1999年度
オープニング→トーク→走れ!ビークルくん→冒険アスファル島→超特急ヒカリアン→ミニトーク→エンディングソング→ミニコーナー（ビークルズなどキャラクターが競走する）
- 冒険アスファル島放映に伴う時間都合で「走れ!ビークルくん」のオープニングソングが簡略されている。

## 主な出演者
- お姉さん（MC）

マホリン - 山下真穂（1997年度）
じゅん★P - 内田順子（1998年度・1999年度）
- ビークル：渡辺美佐

RVの男の子。頑張り屋でイタズラが大好き。「走れ!ビークルくん」にも登場しており、1998年度と1999年度は同コーナーのみ登場する。
- ももきち - 声：長島雄一

1998年度と1999年度に登場。ピンク色のラクダのマスコットで、王子様らしい。外見的にはまんがはじめて物語のモグタンを着ぐるみにした雰囲気である。

## オリジナルソング
「のりもの」と絡めた番組オリジナルの楽曲が制作され、タケカワユキヒデ・鶴由雄・林有三・藤沢秀樹らが作曲を手がけている。CDは当時の日本コロムビアから発売された。

### 1997年度
- Here We Go!（オープニングテーマ） - 橋本潮
- のりものいいな（ジングル） - BANANA ICE作詞曲
- のりものロックンロール - 山下真穂
- ビークルパワーでRUN!RUN!RUN!（ビークルくん前期主題歌） - 橋本潮
- ジャンプ・ジャンプ - 白木由美
- ほっとけないからまっしぐら（ビークルくん挿入歌）

#### シングルCD
- Here we go! - 橋本潮

1997年6月21日発売
- ぼくらのヒカリアン（高山成孝）/おれたちゃブラッチャー（横田栄治・藤原あかり・北原冬子）

1997年5月21日発売
- ジャンプ・ジャンプ-白木由美 With ジャドーズ
- CDコロちゃんのりもの王国ブーブーカンカン

（ジャンプ・ジャンプ/のりものロックンロール/ともだち音頭）
1998年2月21日同時発売

#### CDアルバム
のりもの王国ブーブーカンカン　ヒットパレード
CDオリジナル楽曲
- ともだち音頭
- おやすみビークルズ

1997年7月19日発売
超特急ヒカリアン　トラベルDJショー
1997年8月21日発売

### 1998年度
8月頃から「Here we go!」や「ビークルパワーでRUN!RUN!RUN!」などが内田順子歌唱の楽曲に差し替えられた。CDは未発売。
- 未来へのスーパー・エキスプレス（童謡）-内田順子

#### シングルCD
- 夢のヒコーキ - 内田順子
- ダッシュ!ヒカリアン - 遠藤正明

1998年8月21日同時発売

### 1999年度
- ビークルサークルミラクルワンダーランド（ビークルくん後期主題歌） - 内田順子

#### シングルCD
- 進め!冒険アスファル島 - 堀江美都子/ぼくらのヒカリアン - 堀江美都子・森の木児童合唱団

1999年5月21日発売

## 番組スタッフ
- プロデューサー：小林教子 (テレビ東京)・東不可止 (テレビ東京)・波多野修
- 協力：トミー・協和広告
- 制作：テレビ東京・tcj

## コーナードラマ

### 走れ!ビークルくん
実写のコーナー。RVのビークル・救急車のアンビ・蒸気機関車のロコモ・ブルドーザーのドーザの4人組ビークルズが繰り広げる冒険活劇。ビークルズはそれぞれ電子レンジ程度の大きさの喋る車両のオリジナルキャラクターである。
何か車両など乗り物が悩みがあるとビークルのビークルパワーで乗り物が喋れるようになり、悩みを解決するというのが基本の内容で、現役を引退した蒸気機関車を飛ばしてやる事などもあった。1999年度は宝探しの要素が入り、長島雄一が出演した。途中、ガラクタが集合したガラクタンなる敵キャラ（着ぐるみ）が登場する時期もあった。
当初はビデオ合成が使われた。デジタル合成が使われるようになるとエジプトの砂漠の中を4人組が走るシーンなども見られるようになった。

#### 声の出演
ビークル：渡辺美佐
RV車の男の子。元気でボンネットを展開して放つ「ビークルパワー」で普通の乗り物を喋れるように出来る。パワーアップして飛行用プロペラが付く。ブーブーカンカンの番組自体のマスコットキャラでもある。
アンビ：川崎恵理子
救急車の女の子。グループの紅一点。パワーアップしてパラボラアンテナ型レーダーが付く。
ドーザ：長沢直美
ブルドーザーの男の子。気は優しくて力持ち。パワーアップしてドリルが付く。
ロコモ：飯島京子
機関車の男の子。メガネをかけた物知り。パワーアップしてゴーグルが付く。
ナレーション：長島雄一（前期）、生野文治（後期）

### 冒険アスファル島
実写+合成のコーナー。けんたくんのミニカーで、ミゼットIIベースの消防車のゼットが「おもちゃの王様」に会いに、けんたくんとゆかりちゃんを連れて『おもちゃの国』へトリップする物語。タイアップとして登場キャラクターの一部が1999年にトミカ・プラレールで商品化され、2000年にVHSが発売されている。
なお、2000年度の「のりものスタジオ」で世界観が同じ続編「おもちゃ大陸プトラパトラ」が制作・放映されているが、こちらはVHS化されていない。キャラクターの中では、スバル360や、Z32型フェアレディZなど、実在する車両が登場した。

#### 出演者
- けんた - 岡田真彪
- ゆかり - 鈴木彩野

声の出演
- ゼット - 池上麻里子
- シュッポ - 河相智哉
- ナレーション - 小林弘美

#### スタッフ
- 監督 - 水谷しゅん
- 制作 - 円谷映像

### 超特急ヒカリアン
1995年にトミーの新規開拓製品として発売された玩具のテレビアニメ。放映当時のプラレールカタログ冊子で番組の紹介ページが存在した。テレビ欄では「ブーブーカンカン」だけ表記されるのが殆どだったため、一般的な知名度はそれほど高くなかった。超特急ヒカリアン項も参照。
2002年には東宝制作の電光超特急ヒカリアンとして30分番組で52週放送された。

## ビデオ作品
のりもの王国ブーブーカンカン　たのしいのりものの歌(全3巻)
実写映像と各キャラクターのナレーションに沿って「のりもの」の童謡をカラオケ形式・歌唱有りで収録したオリジナルビデオソフト。(とは言っても、うたの科学館シリーズの映像のナレーションをブーブーカンカンのキャラクターに変えているだけで、歌と映像自体は使い回し。)各キャラクターのテーマ曲も収録されている。CD化されていない音源もある。ビデオ制作も行うダックスインターナショナルが全体の制作を手かげた。1999年5月21日に日本コロムビアから発売。
1. ヒカリアンと超特急のなかまたちの歌

- 1.ぼくらのヒカリアン (歌:堀江美都子)
- 2.未来へのSUPER EXPRESS (歌:石田よう子)
- 3 Dr.イエロー 歌:(MOJO)
- 4.特急いっぱい！ (歌:岡崎裕美)
- 5 あんなかお こんなかお (歌:宝野ありか)
- 6.ドリームトレイン (歌:内田順子)

主な登場車輌 E1系マックス、E2系あさま、E3系こまち、500系のぞみ、400系つばさ、300系のぞみ、ドクターイエロー、スーパー北斗、サンダーバード、スーパーあずさ、オーシャンアロー、つばめ、ソニック、ラピート、300x、宴、スーパービュー踊り子、夢空間北斗星など
1. ブラッチャーと機関車のなかまたちの歌

- 1.ダッシュ！ヒカリアン (歌:遠藤正明)
- 2.きしゃぽっぽ (歌:水谷玲子)
- 3.おしゃべりきかんしゃ (歌:神崎ゆう子・坂田おさむ)
- 4.傾き機関車 (歌:水野賢司)
- 5.オレは機関車 (歌:宮内タカユキ)
- 6.ぼくらのゴハチ (歌:MOJO)
- 7.せんろはつづくよどこまでも (歌:森の木児童合唱団)

主な登場車輌 C62、D51、しづか号、北斗星、ブリエンツ・ロートホルン鉄道、EF58、EF200、EF63、DD51、踊り子、211系東海道線、トワイライトエクスプレス、はやぶさ、さくら、北斗など
1. ビークルくんとはたらくくるまのなかまたちの歌

- 1.ビークル・サークル・ミラクルワンダーランド (歌:内田順子)
- 2.ピボピポ救急車 (歌:橋本潮)
- 3.ブルドーザーでいこう (歌:眞理ヨシコ)
- 4.パトカーのうた (歌:眞理ヨシコ)
- 5.しゅつどう！ファイアーエンジン (歌:水木一郎)
- 6.はこぶ自動車 (歌:牧野歌愛子)
- 7.おそうじ自動車 (歌:佐藤真美・西田和枝)
- 8.のってけ自動車 (歌:牧野三朗)

主な登場車輌 救急車、ブルドーザー、パトロールカー、消防自動車、ボトルカー、トランスポーター、冷凍車、ミキサー車、ダンプカー、郵便車、カーキャリア、タンクローリー、ロードスイーパー、電気自動車、ターレットトラックなど

## 補足
- テレビ東京での幼児向け実写番組は、1994年8月から12月までの月曜・火曜の朝7時35分から30分放送された『ぐリンちょリンぱリン』以来、27か月ぶりである。
- 1997年大晦日も当番組は通常編成で放送した。この回のヒカリアンは「大掃除なんて恐くない!」で、トラベルDJショーの楽曲を基にした唯一の全編ミュージカル仕立ての異色作品となっている。
- 内田順子は、1998年3月（1997年度）放送分までNHK教育番組の『うたってオドロンパ!』の『じゅんじゅん（じゅん2）』として出演しており、同番組降板後の1998年4月から『じゅん★P』としてブーブーカンカンに出演するようになる。長島雄一もいないいないばあっ!と掛け持ちで同時期から登場している。
- 『走れ!ビークルくん』は着ぐるみや人形の棒操作ではなく、ミニチュアをラジコンなどで操作する操演という子供番組でも珍しい手段がとられている。ミニチュア自体は映画『さよならジュピター』や東宝特撮映画などで知られるオガワモデリング製である。
- 『走れ!ビークルくん』のキャラクターを使った絵本が放映当時に出ていた。なぜか撮影用のミニチュアではなく、クレイモデルを使ったものである。
- 1998年9月16日のテレビ東京放送分は、台風5号が東海地方に上陸した事に伴う報道特別番組の影響で、唯一30分遅れの8時00分開始となった。
- 2000年3月29日（テレビ東京）の最終回では、じゅん★Pが「しばらく旅に出ます。また会おうね…」と言ってフィナーレを迎えた。意図的には99年に行われたチェキッ娘の「旅立ちLIVE」の演出と酷似している。内田順子も2008年12月に、この時のセリフと類似した趣旨の発言をブログに残してタレント業を引退している。
- 後身番組である『のりものスタジオ』の制作は小学館プロダクションで会社が異なるが、番組の構成パターンは『ブーブーカンカン』をほぼ踏襲している。しかし人間のMCが無くなり、幼稚園の訪問や教養的なコーナーがあるなど趣向がやや異なる。番組内のボブとはたらくブーブーズは超特急ヒカリアンと開始時間・本編時間がほぼ同じである。
- 『トミプラワールド のりのりタイムズ!!』の制作はタカラトミーで会社が異なるが、番組の構成パターンは『のりものスタジオ』と同じく、『ブーブーカンカン』をほぼ踏襲している。こちらでは人間のMCが2人務めており、着ぐるみキャラクター2体もMCを務めているため、開始時間・本編時間が別物で趣向が異なる。

| テレビ東京系 水曜日7:30 - 8:00枠   | テレビ東京系 水曜日7:30 - 8:00枠                        | テレビ東京系 水曜日7:30 - 8:00枠 |
| 前番組                             | 番組名                                                  | 次番組                           |
| ---------------------------------- | ------------------------------------------------------- | -------------------------------- |
| 不明 （1997年1月 - 1997年3月26日） | のりもの王国 ブーブーカンカン （1997年4月 - 2000年3月） | のりものスタジオ                 |